# Comets on Fire
Comets on Fire foi uma banda de indie/noise rock dos Estados Unidos.
Ethan Miller e Ben Flashman criaram Comets on Fire mesmo no final do século XX, na loucura das drogas em Santa Cruz, California. A sua ideia original era fazer nascer uma banda sem conotações comerciais, um pouco fora do espírito "mainstream" mas que fosse bombástica e que basicamente fossem vistos como uma intenção de distorção esmagadora, de caos, com um amor sem vergonha por hinos de coros, entre o fumo e a magia dos ícones de Rock-and-Roll de outros tempos.
Entre tanto Noel Harmonson, Utrillo Belcher e Ben Chasny juntaram-se aos criadores. Trabalham e vivem em San Francisco e Oakland mas mantêm sempre o mesmo registo e as mesmas directrizes. Estabeleceram-se como os fundadores do novo estílo  “modern psychedelia “, cujo som de marca é, aqui enriquecido com mais estrutura e jams (sessões de improviso) de teclados.
ALBUMS
EM 2001 é lançado “Comets on fire” (com uma reedição em 2003)
Em 2002 Field Recordings From the Sun.
Em 2004 Blue Cathedral, o seu terceiro álbum e primeira sub-pop. Dizem os criticos que “É também o seu album mais variado e mais bem trabalhado em efeitos vocais e composição”. muitas vezes anunciada como o melhor de “Comets on Fire” em termos de musicalidade e maturidade, “mas perde a inocência selvagem que “Field Recordings from the Sun” deu em ter a vontade de transportar para o desconhecido”.